# Translohr

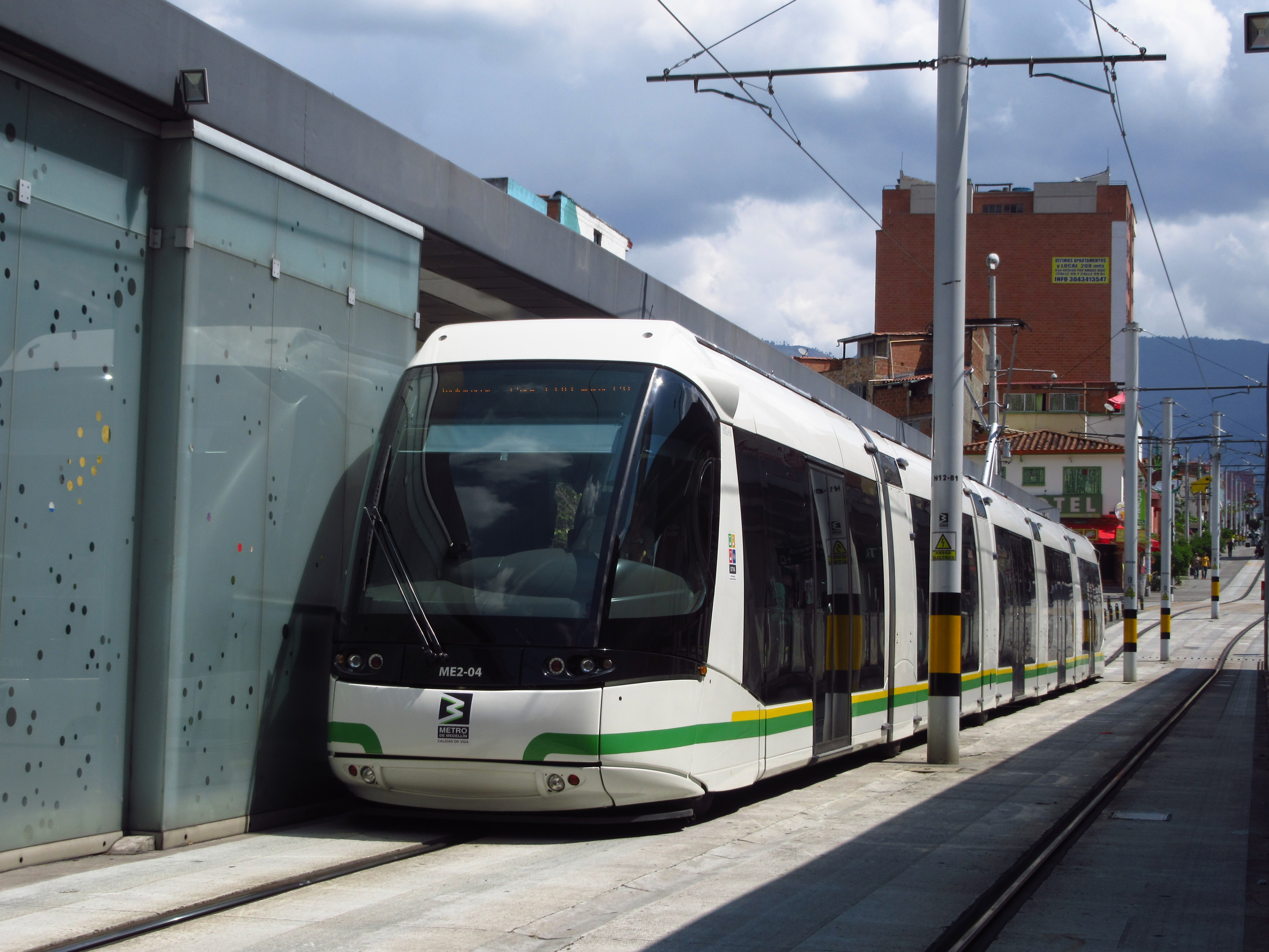
Translohr in Medellín

Translohr ist ein aus Frankreich stammendes öffentliches Personennahverkehrssystem, bei dem es sich um eine Tramway sur pneumatiques, französisch für Straßenbahn auf Luftreifen beziehungsweise gummibereifte Straßenbahn, handelt. Dabei verkehren niederflurige Zweirichtungsfahrzeuge auf Eigentrassen und werden von einer mittig angeordneten Führungsschiene permanent spurgeführt.

## Hersteller
Das System wurde vom französischen Unternehmen Lohr Industrie entwickelt, 2012 an Alstom (51 Prozent) und die französische staatliche Investitionsbank Bpifrance (49 Prozent) verkauft und wird heute von der Gesellschaft NewTL SAS gehalten, die auf dem Markt unter dem Namen NTL auftritt. Die Produktion wurde allerdings Ende 2018 eingestellt. Nach Druck der Betreibergesellschaften, organisiert im „Klub der Benutzer von Translohr-Straßenbahnen“ (Club des utilisateurs du tram Translohr) wird Alstom die Produktion der Translohr über die Tochtergesellschaft NTL in Duppigheim bei Straßburg wieder aufnehmen und bis 2026 insgesamt 26 Fahrzeuge für die Straßenbahn Padua bauen, um dann das dortige „SMART“-System mit acht integrierten Linien in Betrieb nehmen zu können. Die 26 Fahrzeuge für die Straßenbahn Padua soll im Werk im Elsass produziert werden.

## Prinzip
Die Triebwagen sind Gelenkfahrzeuge, die ausschließlich – auch im Betriebshof und in der Werkstatt – durch eine Mittelschiene spurgeführt verkehren, die Wagen sind nicht frei lenkbar. Die Spurführung erfolgt durch zwei schräggestellte Räder mit je einem Spurkranz, die in einem Winkel von 90 Grad zueinander stehen und seitlich in die Führungsschiene eingreifen. Die Höchstgeschwindigkeit beträgt 70 Kilometer in der Stunde.
Die Fahrzeuge fahren mit 750 Volt Gleichstrom unter einer einpoligen Oberleitung und besitzen je einen Einholmstromabnehmer, der Rückstrom fließt über die Führungsschiene. Bei Bedarf wären sie auch in Mehrfachtraktion einsetzbar, wobei dies bisher kein Betrieb praktiziert. Die Räder sind – ähnlich wie bei der Ultra-Low-Floor-Straßenbahn – in den Gelenkportalen untergebracht, was sowohl das Lichtraumprofil des Wagens optimiert als auch eine flexiblere Gestaltung des Innenraumes ohne Podeste erlaubt. Zusätzlich besitzt der Translohr eine Traktionsbatterie. Mit dieser kann er bei Betriebsstörungen kürzere Strecken ohne Stromversorgung aus der Oberleitung zurücklegen.

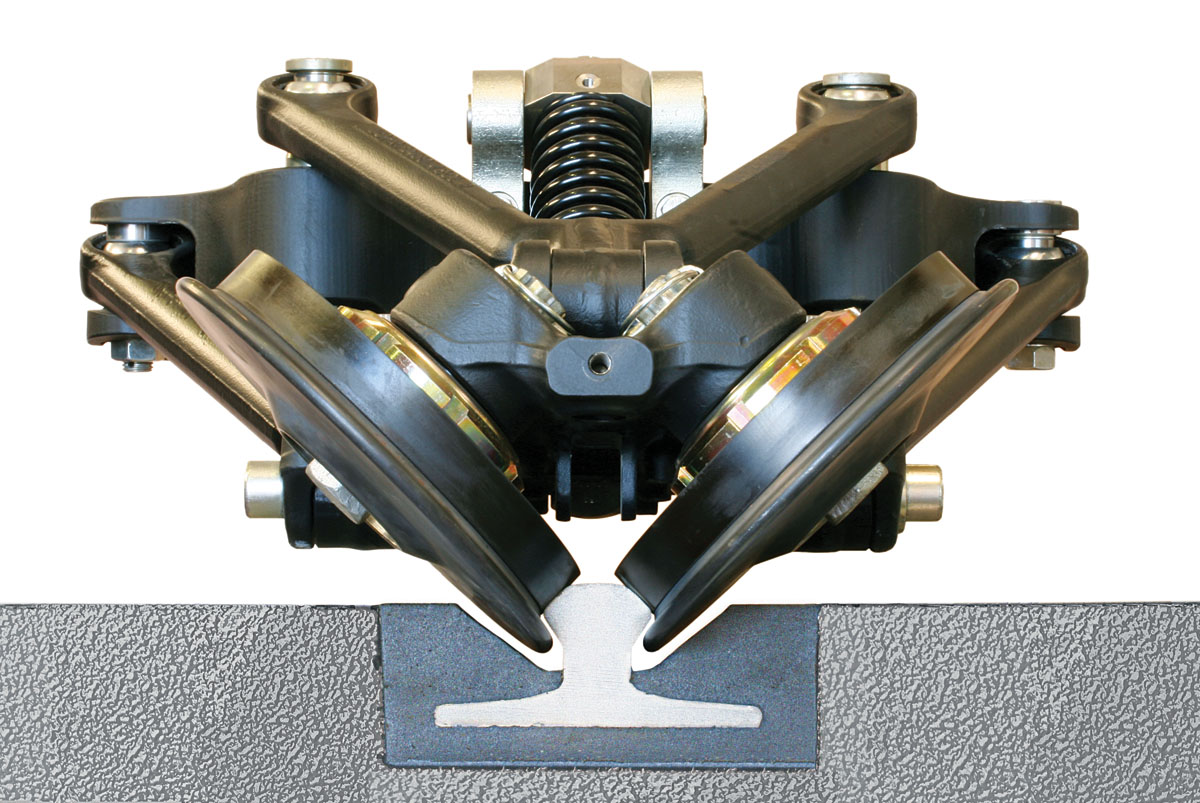
Spurführung
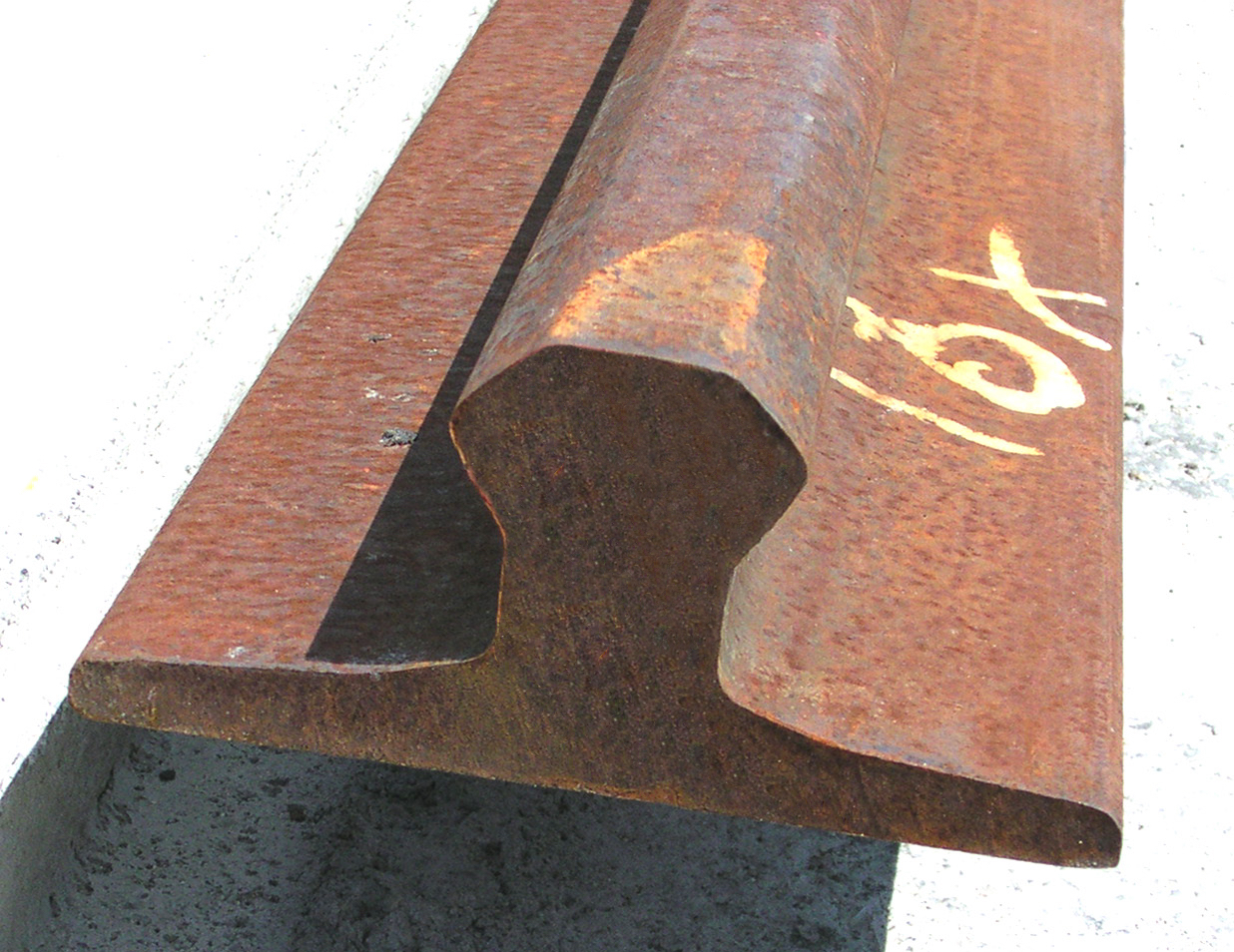
Schienenprofil
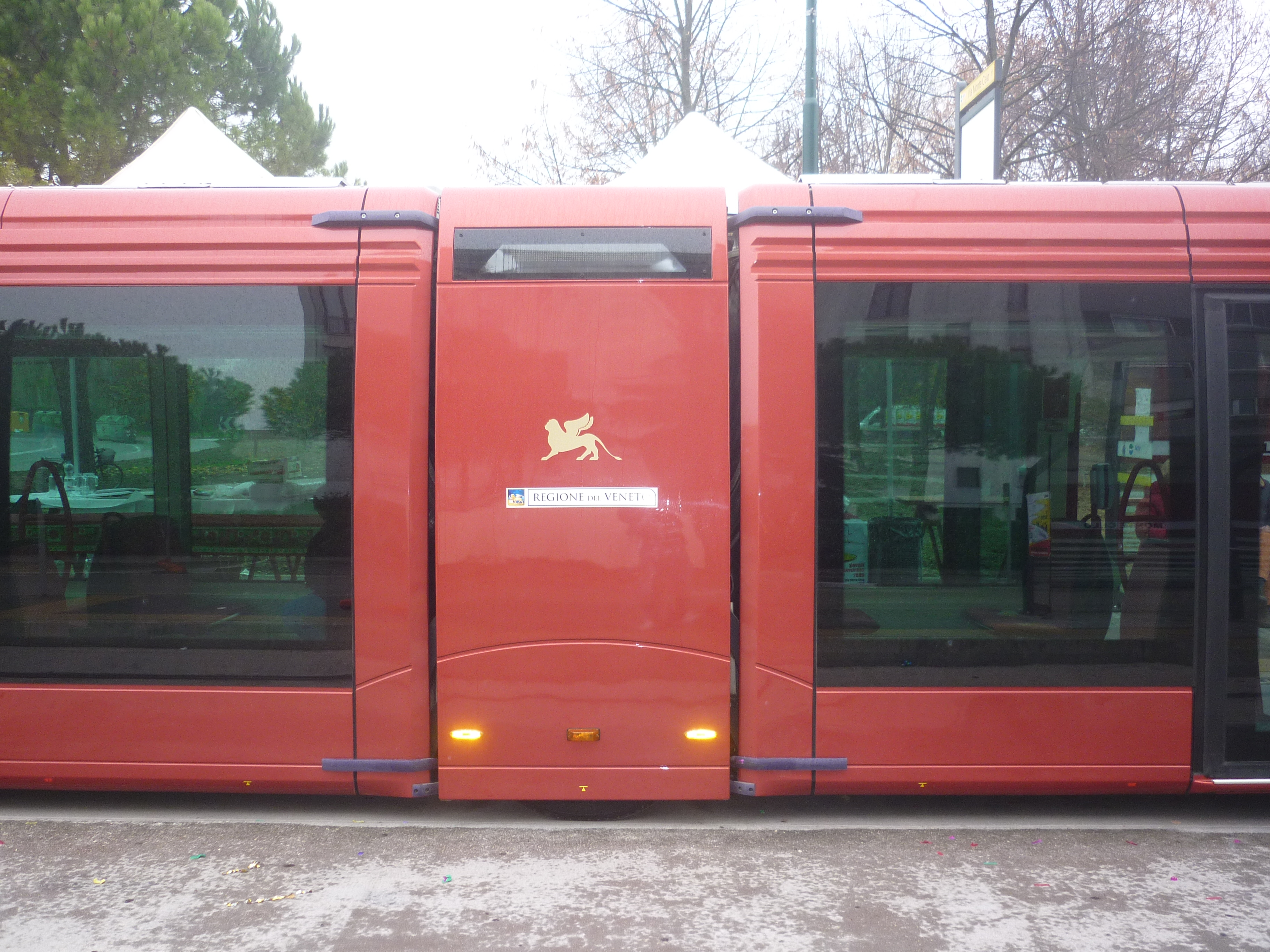
Detailansicht eines Gelenkportals
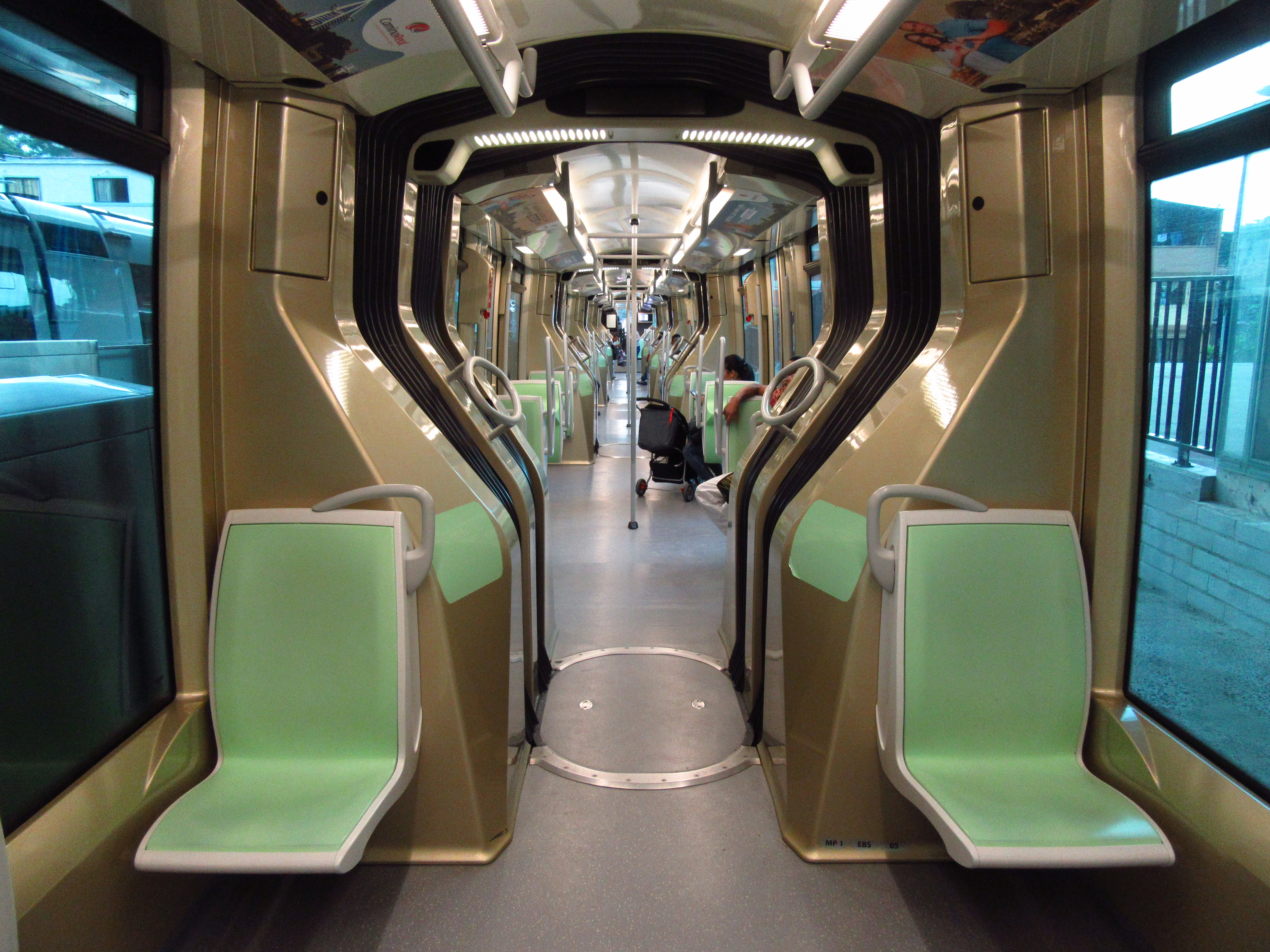
Inneneinrichtung
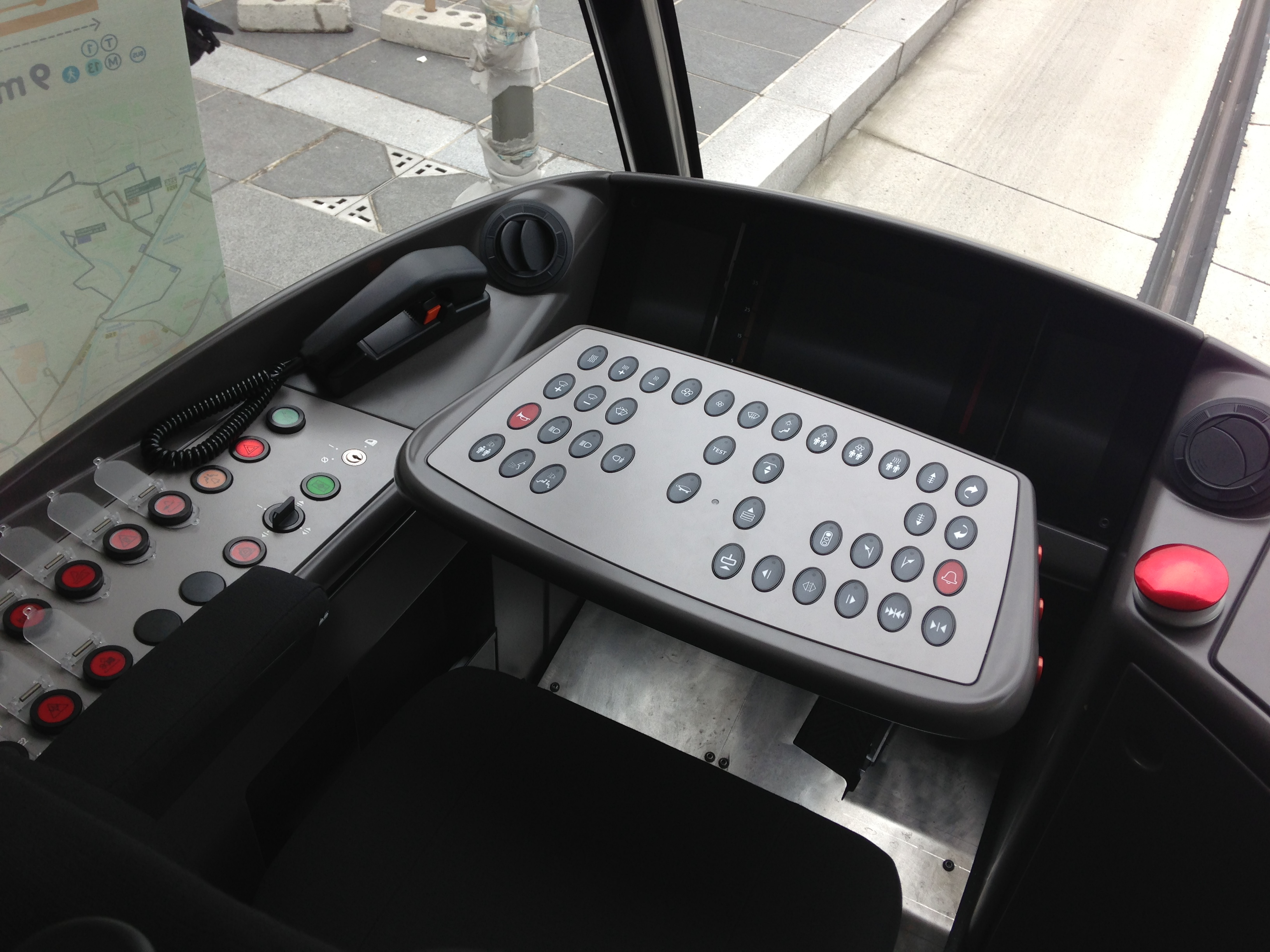
Führerstand
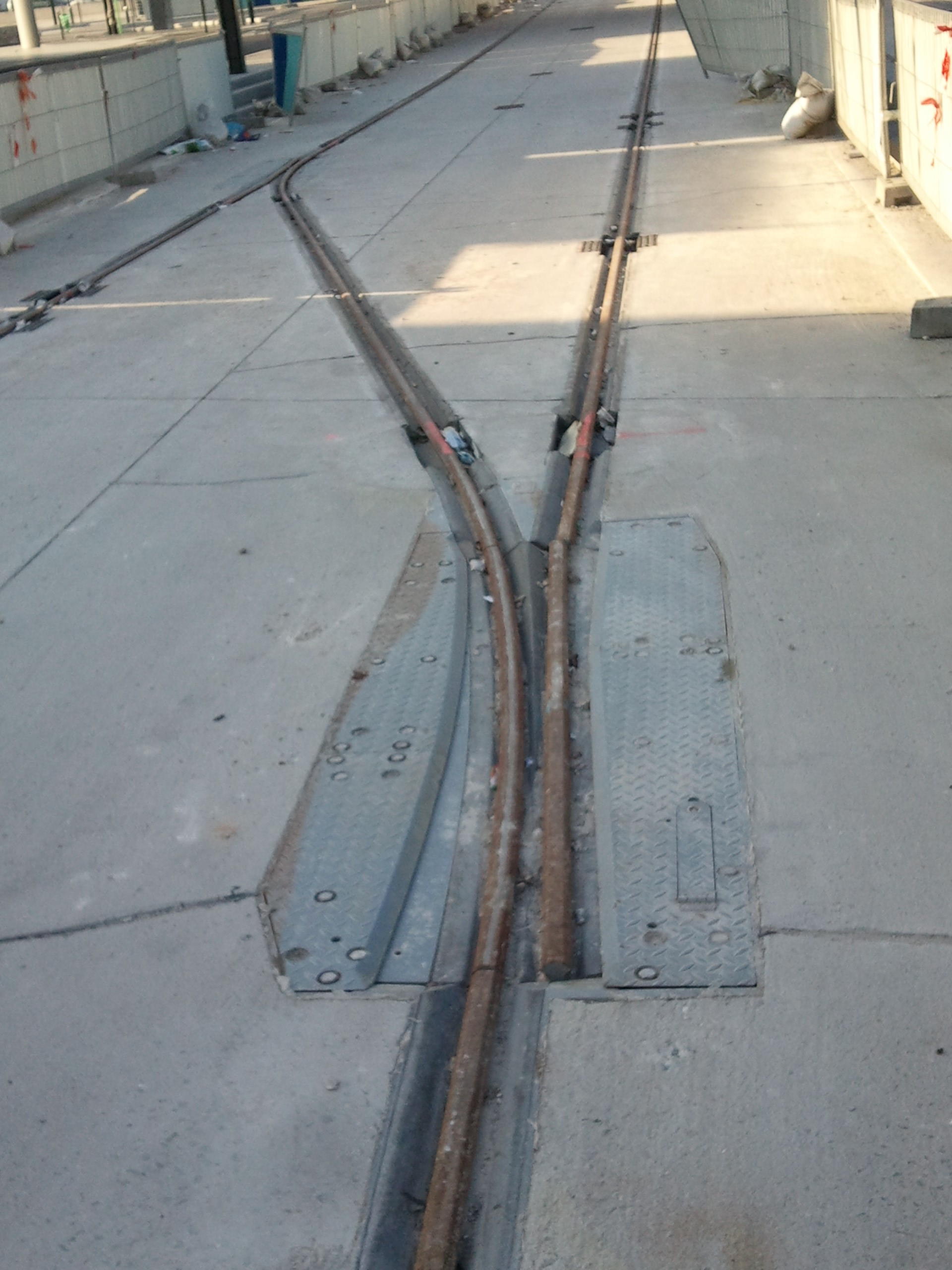
Weiche in Pierrefitte bei Paris
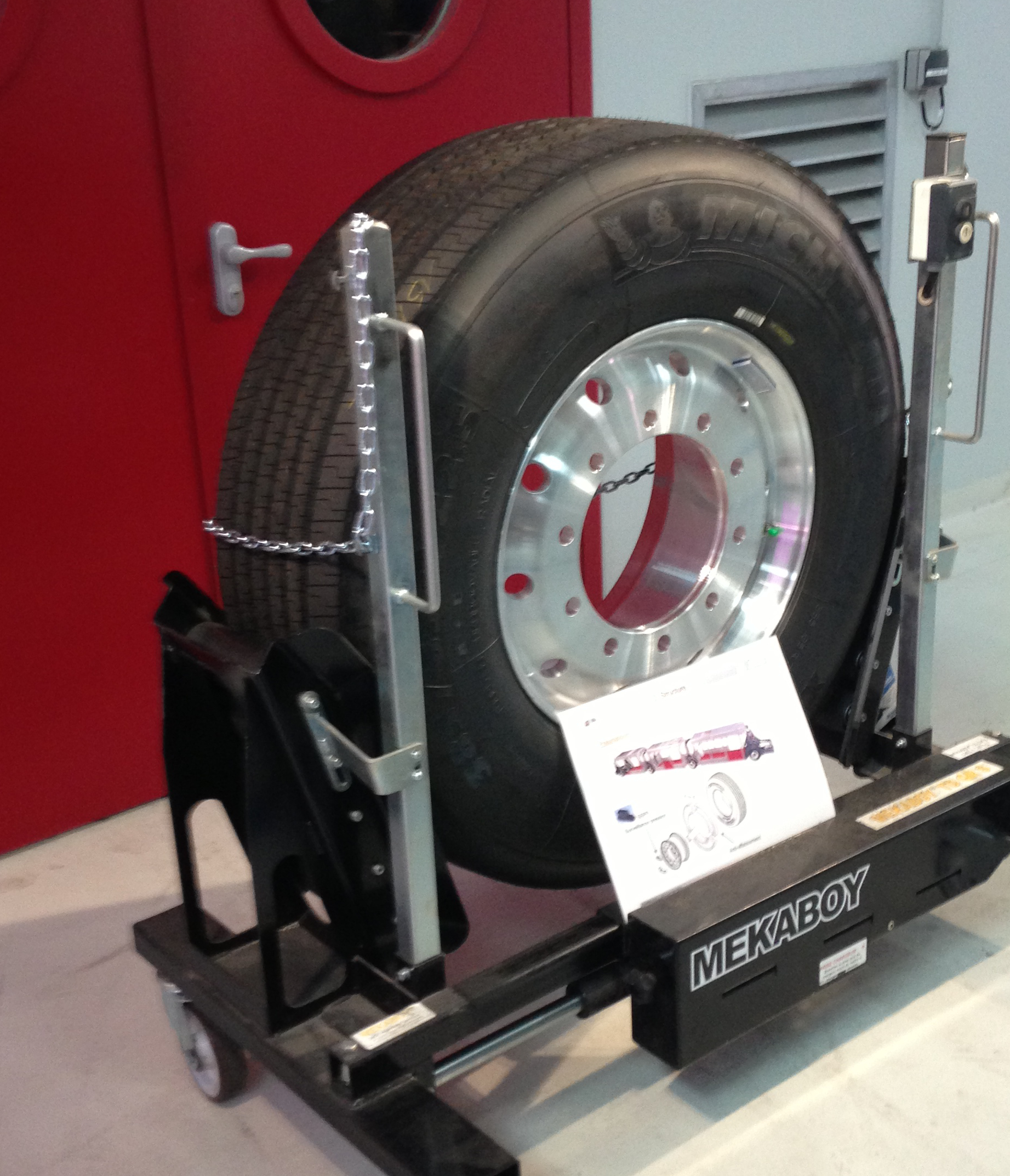
Laufrad
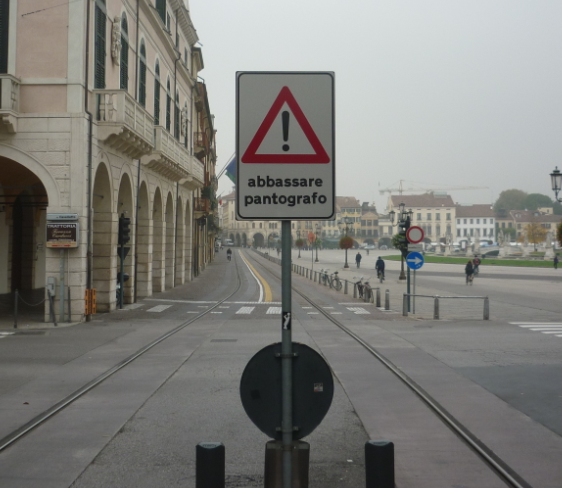
Padua: Hinweisschild „Stromabnehmer senken“ am Beginn des oberleitungsfreien Abschnitts

Die produzierten Fahrzeuge sind nur 2,20 Meter breit. Ihre Sitzaufteilung ist daher 2+1, wobei bei den Gelenken breitere Sitze verwendet werden. Herstellerseitig wird der Translohr aber auch mit 2,40 oder 2,65 Meter breiten Wagenkästen angeboten. Die Fußbodenhöhe beträgt 25 Zentimeter über der Straßenoberfläche. Folgende Konfigurationen sind möglich (Kapazität vier Personen je Quadratmeter):
- STE3: dreiteilig, vierachsig, 25 Meter lang, 127 Personen
- STE4: vierteilig, fünfachsig, 32 Meter lang, 170 Personen
- STE5: fünfteilig, sechsachsig, 39 Meter lang, 213 Personen
- STE6: sechsteilig, siebenachsig, 46 Meter lang, 255 Personen

Es wurden ausschließlich Zweirichtungsfahrzeuge hergestellt, der Translohr wurde jedoch auch als Einrichtungsfahrzeug angeboten.

## Vor- und Nachteile

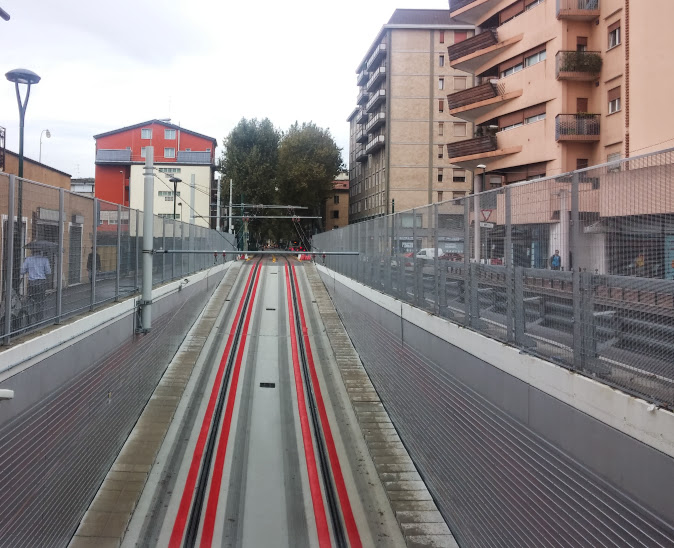
Tunnelrampe in Venedig-Mestre

Die Vorzüge des Translohr-Systems gegenüber konventionellen Straßenbahnen sind kleinere Mindestradien und somit ein geringerer Platzbedarf, ebenso stärkere mögliche Steigungen – zum Beispiel im Bereich von Tunnelrampen – und niedrigere Baukosten. Gegenüber dem Oberleitungsbus ergibt sich durch die exakte Spurführung ein geringerer Platzbedarf. Trotzdem kann, wenn entsprechend lange Fahrzeuge eingesetzt werden, die Kapazität größer sein. Die Zweirichtungsausführung der Fahrzeuge ermöglicht Endstationen mit geringem Platzbedarf, das heißt ohne Wendeschleifen.
Kritisiert wird hingegen oft, dass das System die Nachteile der Straßenbahn (hohe Kosten für den Fahrweg, eigene Trasse erforderlich) mit denen des Omnibusses (Betontrasse statt Rasengleis notwendig, höherer Energieverbrauch und größerer Platzbedarf für die Räder im Wagen) kombiniere.
Eine sinnvolle Verwendung ergab sich demnach bei schwierigen Trassierungsverhältnissen, wo aber trotzdem die hohe Kapazität der Straßenbahn erforderlich war.

## Betriebe
Bisher gingen acht Translohr-Systeme mit einer Gesamtlänge von rund 85 Kilometern in Betrieb, auf denen insgesamt 136 Fahrzeuge verkehren. Aufgrund der Einstellung der Produktion und der geringen Anzahl an Nutzenden gestaltet sich für die Betriebe die Beschaffung von Ersatzteilen schwierig. Mit Ausnahme von Venedig besteht jedes bisher gebaute System nur aus einer Linie:
| Bild | Land                | Ort                             | Eröffnung         | Länge                   | Haltestellen  | Anzahl Fahrzeuge | Fahrzeugtyp | Artikel/Bemerkung |
| ---- | ------------------- | ------------------------------- | ----------------- | ----------------------- | ------------- | ---------------- | ----------- | --- |
|      | Frankreich          | Clermont-Ferrand                | 14. Oktober 2006  | 15,4 km                 | 34            | 25               | STE4        | Translohr Clermont-Ferrand |
|      | Volksrepublik China | Tianjin                         | 6. Dezember 2006  | 7,86 km                 | 14            | 08               | STE3        | Translohr Tianjin |
|      | Italien             | Padua                           | 24. März 2007     | 10,3 km                 | 25            | 20               | STE3        | Straßenbahn Padua, ein Fahrzeug wurde vorübergehend als Ersatzteilspender genutzt                                                             |
|      | Volksrepublik China | Shanghai                        | 1. Juli 2009      | 9,8 km                  | 15            | 09               | STE3        | Aufgrund geringer Fahrgastzahlen sowie wegen Ersatzteilmangel am 31. Mai 2023 stillgelegt                                                     |
|      | Italien             | Venedig                         | 19. Dezember 2010 | T1: 13,5 km T2: 05,4 km | T1: 23 T2: 14 | 20               | STE4        | Translohr Venedig, im Bereich des Bahnhofs Mestre eine unterirdische Station                                                                  |
|      | Frankreich          | Saint-Denis– Garges-lès-Gonesse | 29. Juli 2013     | 6,6 km                  | 16            | 15               | STE3        | Linie 5 der Pariser Straßenbahn |
|      | Frankreich          | Châtillon–Viroflay              | 13. Dezember 2014 | 14,0 km                 | 23            | 27               | STE6        | Linie 6 der Pariser Straßenbahn, in Viroflay zwei unterirdische Stationen                                                                     |
|      | Kolumbien           | Medellín                        | 15. Oktober 2015  | 4,3 km                  | 09            | 12               | STE5        | Ayacucho-Tram |
|      | Italien             | L’Aquila                        | abgebrochen       | 7,5 km                  | 16            | 07               | STE3        | Bau aufgrund des Erdbebens 2009 abgebrochen und fertiggestellte Streckenabschnitte danach demontiert, Fahrzeuge waren noch nicht ausgeliefert |
|      | Italien             | Latina                          | aufgegeben        | 15 km                   | 17            | 06               | STE3        | Projekt vor Baubeginn der Strecke aufgegeben, die bereits ausgelieferten vier Fahrzeuge wurden nach Padua verkauft                            |